# Irapuan Teixeira
Irapuan Teixeira (Porto Alegre, 7 de dezembro de 1948) é ex-deputado federal que foi filiado ao Progressistas (PP) de 2003 a 2018.

## Carreira política
Irapuan debutou em eleições em 1992, quando concorreu à câmara de vereadores de Porto Alegre pelo Partido de Reedificação da Ordem Nacional (PRONA). Obteve 372 votos e não foi eleito. Repetiu a candidatura em 1996, mas também não conseguiu se eleger. Disputou o governo do Rio Grande do Sul em 1994, ficando em penúltimo lugar dentre os 6 candidatos participantes, com 1,08% dos votos válidos. Em 1998, foi candidato à Vice-Presidência da República também pelo PRONA.
Por ser professor universitário[carece de fontes?], seu nome político foi registrado como "Professor Irapuan Teixeira", norma essa institucionalizada pelos Tribunais Regionais Eleitorais, que registram a forma gráfica com a qual o candidato é mais conhecido.
Em 2002, ainda filiado ao PRONA, elegeu-se deputado federal pelo estado de São Paulo, com apenas 673 votos. Em 2003 deixou o partido para se filiar ao Partido Progressista (PP), do qual se tornou vice-líder de bancada no Congresso Nacional, membro da Comissão de Educação e Cultura da Câmara dos Deputados e Presidente da Frente Parlamentar Mista de Ensino a Distância[carece de fontes?]. Para Enéas Carneiro, fundador do partido que elegeu Irapuan, ele foi um traidor.
Como deputado federal, apresentou 14 projetos de lei, dos quais nenhum foi aprovado. Dentre suas proposições figuravam "tornar obrigatória a adoção da Bíblia Sagrada como livro didático na disciplina de história nas escolas do ensino médio" e instituir, como pena extra para indivíduos condenados "em dois ou mais homicídios dolosos, cuja pena seja igual ou superior a trinta anos de reclusão", a doação compulsória de "órgãos duplos (córnea, rim, pulmão), além da medula ou 1/3 do fígado".
Várias inconsistências em seu currículo apresentado na Câmara dos Deputados foram denunciadas pela Revista Época em 2006. Por exemplo, Irapuan dizia ter bacharelado, mestrado e doutorado em Teologia pela FAT (Fundação André Tosello), mas a entidade não oferece cursos de Teologia, e sim de Tecnologia, e afirmou desconhecer o deputado-professor Irapuan; dizia também possuir doutorado em Filosofia pela FCU (Florida Christian University), mas no site da universidade só há menção a dois cursos de doutorado: em Bíblia e Teologia, e em Pregação; dizia ainda ter mestrado em Educação e pós-doutorado em Filosofia pela AWU (American World University), mas os títulos foram concedidos pela AWU brasileira, e a instituição americana diz que os diplomas brasileiros são fraudulentos.